# 太田裕美ヒット全曲集
『太田裕美ヒット全曲集』（おおたひろみ ヒットぜんきょくしゅう）は、太田裕美初のベスト・アルバム。CBSソニーから1975年11月1日に規格品番：SOLL-175で発売された。

## 解説
1stシングル「雨だれ」（1974年11月1日発売）発表後ちょうど1年目にして、シングル3枚、スタジオ・アルバム2枚発表での、初のベストアルバム。

## 収録曲
特記以外　作詞：松本隆 作曲：筒美京平 編曲：萩田光雄
A面
1. 夕焼け
  - 3rdシングル。
2. 太陽がいっぱい
  - 2ndアルバム「短編集」収録。
3. 回転木馬
  - 2ndアルバム「短編集」収録。
4. 妹
  - 2ndアルバム「短編集」収録。
5. レモンティ
  - 2ndアルバム「短編集」収録。
6. たんぽぽ
  - 2ndシングル。

B面
1. 雨だれ
  - 1stシングル。
2. 夏の扉
  - 1stアルバム「まごころ」収録。
3. 心さわぎ
  - 編曲：筒美京平
  - 1stアルバム「まごころ」収録。
4. グレー＆ブルー
  - 作詞・作曲：太田裕美
  - 1stアルバム「まごころ」収録。
5. ぬくもり
  - 1stアルバム「まごころ」収録。
6. 白い季節
  - 編曲：筒美京平
  - 1stシングル「雨だれ」B面、及び1stアルバム「まごころ」収録。